# اینگلس ۴۸۷۵
سیارک ۴۸۷۵ (به انگلیسی: 4875 Ingalls، نامگذاری:1991DJ) چهار هزار و هشتصد و هفتاد و پنجمین سیارک کشف شده‌است که در ۱۹ فوریه ۱۹۹۱ کشف شد.
قدر مطلق سیارک برابر ۱۳٫۰۰ است.